# Colubrinae
Sous-famille
Les Colubrinae sont une sous-famille de serpents de la famille des Colubridae.

## Répartition
Les espèces de cette sous-famille se rencontrent sur tous les continents.

## Liste des genres (à actualiser)
Selon The Reptile Database (12 mai 2016) :
- Aeluroglena Boulenger, 1898
- Ahaetulla Link, 1807
- Aprosdoketophis Wallach, Lanza & Nistri, 2010
- Archelaphe Schulz, Böhme & Tillack, 2011
- Argyrogena Werner, 1924
- Arizona Kennicott, 1859
- Bamanophis Schätti & Trape, 2008
- Bogertophis Dowling & Price, 1988
- Boiga Fitzinger, 1826
- Cemophora Cope, 1860
- Chapinophis Campbell & Smith, 1998
- Chilomeniscus Cope, 1860
- Chionactis Cope, 1860
- Chironius Fitzinger, 1826
- Chrysopelea Boie, 1827
- Coelognathus Fitzinger, 1843
- Coluber Linnaeus, 1758
- Colubroelaps Orlov, Kharin, Ananjeva, Thien Tao & Quang Truong, 2009
- Conopsis Günther, 1858
- Coronella Laurenti, 1768
- Crotaphopeltis Fitzinger, 1843
- Cyclophiops Boulenger, 1888
- Dasypeltis Wagler, 1830
- Dendrelaphis Boulenger, 1890
- Dendrophidion Fitzinger, 1843
- Dipsadoboa Günther, 1858
- Dispholidus Fitzsimons & Brain, 1958
- Dolichophis Gistel, 1868
- Drymarchon Fitzinger, 1843
- Drymobius Fitzinger, 1843
- Drymoluber Amaral, 1929
- Dryocalamus Günther, 1858
- Dryophiops Boulenger, 1896
- Eirenis Jan, 1862
- Elachistodon Reinhardt, 1863
- Elaphe Fitzinger in Wagler, 1833
- Euprepiophis Fitzinger, 1843
- Ficimia Gray, 1849
- Geagras Cope, 1876
- Gonyosoma Wagler, 1828
- Gyalopion Cope, 1860
- Hapsidophrys Fischer, 1856
- Hemerophis Schätti & Utiger, 2001
- Hemorrhois Boie, 1826
- Hierophis Fitzinger, 1843
- Lampropeltis Fitzinger, 1843
- Leptodrymus Amaral, 1927
- Leptophis Bell, 1825
- Lepturophis Boulenger, 1900
- Liopeltis Fitzinger, 1843
- Lycodon Fitzinger, 1826
- Lytorhynchus Peters, 1862
- Macroprotodon Guichenot, 1850
- Mastigodryas Amaral, 1935
- Meizodon Fischer, 1856
- Muhtarophis Avcı, Ilgaz, Rajabizadeh, Yılmaz, Üzüm, Adriaens, Kumlutaş & Olgun, 2015
- Oligodon Fitzinger, 1826
- Oocatochus Helfenberger, 2001
- Opheodrys Fitzinger, 1843
- Oreocryptophis Utiger, Schätti & Helfenberger, 2005
- Orientocoluber Kharin, 2011
- Orthriophis Utiger, Helfenberger, Schätti, Schmidt, Ruf & Ziswiler, 2002
- Oxybelis Wagler, 1830
- Pantherophis Fitzinger, 1843
- Philothamnus Smith, 1840
- Phyllorhynchus Stejneger, 1890
- Phrynonax Cope, 1862
- Pituophis Holbrook, 1842
- Platyceps Blyth, 1860
- Pseudelaphe Mertens & Rosenberg, 1943
- Pseudoficimia Bocourt, 1883
- Ptyas Fitzinger, 1843
- Rhamnophis Günther, 1862
- Rhinobothryum Wagler, 1830
- Rhinocheilus Baird & Girard, 1853
- Rhynchocalamus Günther, 1864
- Salvadora Baird & Girard, 1853
- Scaphiophis Peters, 1870
- Scolecophis Fitzinger, 1843
- Senticolis Campbell & Howell, 1965
- Simophis Peters, 1860
- Sonora Baird & Girard, 1843
- Spalerosophis Jan, 1865
- Spilotes Wagler, 1830
- Stegonotus Duméril, Bibron & Duméril, 1854
- Stenorrhina Duméril, 1853
- Stichophanes Wang, Messenger, Zhao & Zhu, 2014
- Symphimus Cope, 1869
- Sympholis Cope, 1861
- Tantilla Baird & Girard, 1853
- Tantillita Smith, 1941
- Telescopus Wagler, 1830
- Thelotornis Smith, 1849
- Thrasops Hallowell, 1857
- Toxicodryas Hallowell, 1857
- Trimorphodon Cope, 1861
- Wallaceophis Mirza, Vyas, Patel & Sanap, 2016
- Wallophis Werner, 1929
- Xenelaphis Günther, 1864
- Xyelodontophis Broadley & Wallach, 2002
- Zamenis Wagler, 1830

## Publication originale
- Oppel, 1811 : Die Ordnungen, Familien und Gattungen der Reptilien, als Prodrom einer Naturgeschichte derselben. J. Lindauer, München (texte intégral)